# 言錆の樹
『言錆の樹』（ことさびのき）は、ジンのインディーズミニアルバムおよびメジャーデビューミニアルバム。

## 概要
インディーズ盤は2005年3月3日に発売、メジャーデビューミニアルバムとして2006年5月24日に再発売された。リードトラックとなる「創の手」や、インディーズ時代に発売したCD-Rシングル『0〜ゼロ〜』に収録されている「虹周走」など6曲を収録。
インディーズ盤とメジャー盤とではCD発売日・CD番号・デザインが違うだけで、曲目・曲内容に変更はない（収録時間がインディーズ盤の方が長いが、これは「虹周走」とシークレットトラックの「片瞑り」が独立せずに1トラックに収められており、それによる無音部分が収録されているからである。）。
メジャー盤は、リードトラック「創の手」がTVスポットを中心にオンエアされ、ロングヒットを記録した。
また、シークレットトラックとして収録されている楽曲「片瞑り」に問い合わせが殺到し、2枚目のシングル『マラカイト』で再収録された。

## 収録曲
全作詞・作曲・編曲：ジン
1. 創の手
2. スケール
3. ツキカゲ
4. お天気雨
5. エトビラ
6. 虹周走
7. 片瞑り(ボーナストラック)